# Arne Nyberg
Arne Nyberg (Säffle, 1913. június 20. – 1970. augusztus 12.), svéd válogatott labdarúgó. Fia, Ralph Nyberg szintén labdarúgó, aki játszott a IFK Göteborg csapatában.

## Sikerei, díjai
- IFK Göteborg
  - Svéd első osztály bajnoka: 1934-35, 1941-42